# Polikarpow I-185
Die Polikarpow I-185 (russisch Поликарпов И-185) war ein sowjetisches Jagdflugzeug zu Anfang der 1940er Jahre. Obwohl sie gute Flugleistungen aufwies, wurde sie nicht in Serie produziert, wahrscheinlich, weil ihr Konstrukteur Nikolai Polikarpow bei Josef Stalin in Ungnade gefallen war.

## Geschichte
Als Stalin höchstpersönlich befahl, die Entwicklung der Polikarpow I-180 einzustellen, entwickelte Polikarpow in nur drei Monaten die komplett überarbeitete I-185. Im April 1940 waren zwei Exemplare, ausgerüstet mit einem M-90-Triebwerk, fertiggestellt. Vier weitere Exemplare wurden mit den gerade neu erschienenen M-71- und M-82-Motoren ausgestattet.

Der Beginn des Großen Vaterländischen Krieges und die damit einhergehende Evakuierung des Polikarpow-Werkes ins Hinterland verzögerte den Beginn der Erprobung um fast ein Jahr.

Erst am 10. Februar 1942 konnte die I-185M-71 zum Erstflug starten, die I-185M-82 folgte am 13. Juni.
Die Maschinen wurden dann versuchsweise beim 728. Jagdfliegerregiment unter realen Gefechtsbedingungen erprobt und erwiesen sich den zu dieser Zeit eingesetzten Lawotschkin La-5 als ebenbürtig, wenn nicht gar überlegen.
1943 war noch ein als I-187 bezeichnetes Projekt in Planung, das einen M-71-Antrieb mit verstellbaren Kühlluftklappen erhalten sollte. Realisiert wurde es nicht mehr.

## Technische Daten
| Kenngröße             | I-185 M-71                                                           | I-185 M-82                                                           |
| --------------------- | -------------------------------------------------------------------- | -------------------------------------------------------------------- |
| Spannweite            | 9,80 m                                                               | 9,80 m                                                               |
| Länge                 | 8,05 m                                                               | 8,05 m                                                               |
| Flügelfläche          | 15,53 m²                                                             | 15,53 m²                                                             |
| Leermasse             | 2.709 kg                                                             | 2.437 kg                                                             |
| Startmasse            | 3.750 kg                                                             | 3.330 kg                                                             |
| Antrieb               | ein luftgekühlter 18-Zylinder-Doppelsternmotor Schwezow M-71         | ein luftgekühlter 14-Zylinder-Doppelsternmotor M-82A                 |
| Leistung              | 1.470 kW (2.000 PS)                                                  | 1.250 kW (1.700 PS)                                                  |
| Höchstgeschwindigkeit | 680 km/h in 6.170 m Höhe                                             | 615 km/h in 6.470 m Höhe                                             |
| Steigzeit auf 6.000 m | 4,7 min                                                              | 5,8 min                                                              |
| Gipfelhöhe            | 11.000 m                                                             | 11.000 m                                                             |
| Reichweite            | 1.015 km                                                             | 800 km                                                               |
| Bewaffnung            | drei 20-mm-Kanonen SchWAK acht 82-mm-Raketen RS-82 unter den Flügeln | drei 20-mm-Kanonen SchWAK acht 82-mm-Raketen RS-82 unter den Flügeln |
| Besatzung             | 1                                                                    | 1                                                                    |